# Tuvalu A-Division
Die Tuvalu A-Division ist die höchste Spielklasse im Fußball  in Tuvalu. Sie wird von der des Tuvalu National Football Association organisiert.
Die Meisterschaft wurde 2001 erstmals ausgetragen. Rekordmeister ist der Nauti FC mit 25 Titeln.

## Modus
Die Meisterschaft verläuft von Januar oder Februar bis März. In dieser Zeit spielt jede der acht Mannschaften einmal gegeneinander. Der gesamte Wettbewerb wird im Tuvalu Sports Ground in Vaiaku auf Fongafale in Funafuti ausgetragen.
In der Liga gibt es keinen Abstieg. In der B-Division spielen nur B-Mannschaften der Vereine. Gleiches gilt für die C-Division.
Derzeit sind acht der neun Inseln von Tuvalu mit je einer Mannschaft vertreten. Lediglich das ca. 30 Einwohner zählende Atoll Niulakita stellt keine Mannschaft.

### Taganoa Cup
Innerhalb der Meisterschaft wird seit 2006 um den Taganoa Cup gespielt. Dieser war ein Geschenk des FC Nauti aus Auckland, Neuseeland. Die Siegermannschaft des jeweils letzten Spiels erhält den Cup und versucht, ihn im nächsten Spiel zu verteidigen. Wenn sie verliert, wird er an die Siegermannschaft weitergereicht. Die Mannschaft, die den Pokal besitzt, trägt am Ende der Saison den prestigeträchtigen Titel des Taganoa-Cup-Siegers und hat diesen in der nächsten Saison zu verteidigen.

## Meister
- 1980: Nauti FC
- 1981: Nauti FC
- 1982: Nauti FC
- 1983: Nauti FC
- 1984: Nauti FC
- 1985: Nauti FC
- 1986: Nauti FC
- 1987: Nauti FC
- 1988: Nauti FC
- 1989: Nauti FC
- 1990: Nauti FC
- 1991–1997: fand nicht statt
- 1998–2000: unbekannt (nicht Nauti)
- 2001:  FC Niutao
- 2002:  FC Niutao
- 2003:  FC Niutao
- 2004:  Lakena United
- 2005: Nauti FC
- 2006:  Lakena United
- 2007: Nauti FC
- 2008: Nauti FC
- 2009: Nauti FC
- 2010: Nauti FC
- 2011: Nauti FC
- 2012: Nauti FC
- 2013: Nauti FC
- 2014: Nauti FC
- 2015: Nauti FC
- 2016: Nauti FC
- 2017:  FC Manu Laeva
- 2018:  Tuvaluische Auswahlmannschaft
- 2019: Nauti FC
- 2020: Nauti FC
- 2021:  FC Tofaga
- 2022: Nauti FC
- 2023: Nauti FC

### Statistik
| Verein                        | Siege | Jahre                                                  |
| Nauti FC                      | 26    | 1980–1990, 2005, 2007-2008-2016, 2019–2020, 2022, 2023 |
| FC Niutao                     | 3     | 2001, 2002, 2003                                       |
| Lakena United                 | 2     | 2004, 2006                                             |
| FC Manu Laeva                 | 1     | 2017                                                   |
| Tuvaluische Auswahlmannschaft | 1     | 2018                                                   |
| FC Tofaga                     | 1     | 2021                                                   |